# Корнинг (аэропорт)
Муниципальный аэропорт Корнинг (англ. Corning Municipal Airport), (FAA LID: 0O4) — государственный гражданский аэропорт, расположенный в 1,6 километрах к северо-востоку от города Корнинг, округ Техейма (Калифорния), США.
Аэропорт обслуживает главным образом рейсы авиации общего назначения.

## Операционная деятельность
Муниципальный аэропорт Корнинг занимает площадь в 31 гектар, расположен на высоте 27 метров над уровнем моря и эксплуатирует одну взлётно-посадочную полосу:
- 16/34 размерами 824 х 15 метров с асфальтовым покрытием.